# Alto’s Adventure
Alto’s Adventure (с англ. — «Приключение Альто») — мобильная инди-игра в жанре платформера, разработанная студией Snowman. Выпущена 19 февраля 2015 года на iOS. В сентябре того же года Snowman объявила, что игра будет портирована на Android и Kindle Fire. Игра вышла 11 февраля 2016 года для Android-устройств и 2 июля 2016 года для Microsoft Windows.
Игра получила положительные отзывы критиков. Рецензенты высоко оценивали художественный стиль и атмосферу игры, однако критиковали вторичный геймплей.